# Reithrodontomys paradoxus
Reithrodontomys paradoxus és una espècie de mamífer rosegador de la família dels cricètids. Viu a altituds d'entre 660 i 750 msnm a Costa Rica i Nicaragua. El seu hàbitat natural són els boscos caducifolis. Podria estar amenaçat per la desforestació i la degradació del seu medi. El seu nom específic, paradoxus, significa ‘paradòxic’ en llatí.